# Der verwunschene Prinz (1964)
Der verwunschene Prinz (Originaltitel: Tjorven, Båtsman och Moses) ist ein schwedischer Film aus dem Jahr 1964, die Regie führte Olle Hellbom. Er führt die Geschichte aus der Fernsehserie Ferien auf der Kräheninsel fort.

## Handlung
Melcher Melchersson fährt mit seinen Kindern im Sommer auf die Ferieninsel Saltkrokan. Die Kinder verbringen viel Zeit mit ihren Freunden, die auf der Insel leben. Der achtjährige Pelle unternimmt einiges gemeinsam mit Tjorven, deren Hund Bootsmann sowie mit Stina, die mit ihrem Großvater auf der Insel lebt.
Tjorven und Stina haben gehört, dass Frösche, wenn man sie küsst, zu Prinzen werden. Sie wollen das gleich ausprobieren und hoffen, so einen Mann für Malin zu finden. Kaum haben sie den Frosch geküsst, erscheint der hübsche Peter Malm mit seinem Segelboot am Hafen. Im Geschäft trifft er Malin und ist sofort hin und weg von ihr.
Im Netz des Fischers Vesterman verfängt sich ein Robbenbaby. Er schenkt es Tjorven. Tjorven, Pelle und Stina kümmern sich von nun an um das Robbenbaby, das sie Moses nennen. Sie bauen ihm einen Pool, in dem Moses schwimmen kann und füttern ihn.
Peter Malm arbeitet am Zoologischen Institut in Uppsala. Dort suchen sie nach einem Seehund. Als Vesterman das hört, hofft er durch den Verkauf des Robbenbabys viel verdienen zu können. Er bietet es Peter zum Verkauf an. Die Kinder sind wütend darüber. Schließlich hatte Vesterman Tjorven das Robbenbaby geschenkt. Sie versuchen den Verkauf zu verhindern.
Unterdessen verlieben sich Peter und Malin ineinander.
Als eines Nachts Pelles Kaninchen Jocke und ein Lamm totgebissen werden, glauben die Erwachsenen, dass Tjorvens Hund Bootsmann dafür verantwortlich ist. Tjorvens Vater beschließt, Bootsmann zu erschießen. Im letzten Moment entdeckt Stina, dass ein Fuchs das Lamm gerissen und das Kaninchen getötet hat.
Inzwischen hat Vesterman Moses gefunden und versucht, diesen an Peter zu verkaufen. Dieser weigert sich, Moses zu kaufen. Die Kinder starten eine Geldsammelaktion, um Moses zurückkaufen zu können. Als die Kinder Moses zurückgekauft haben, schenkt Tjorven diesen Pelle. Sie möchte ihn damit über den Verlust seines Kaninchens hinwegtrösten. Pelle lässt Moses frei und bekommt dafür Peters Hundewelpen Jum-Jum. Peter wiederum bekommt Malin.

## Über den Film
Der Film wurde in Norröra aufgenommen und am 24. Oktober 1964 in den schwedischen Kinos uraufgeführt.
Der Film erhielt drei Fortsetzungen: Das Trollkind (1965), Die Seeräuber (1966) und Glückliche Heimkehr (1967).

## Besetzung & Synchronisation
| Rolle                     | Schauspieler        | Synchronsprecher  |
| ------------------------- | ------------------- | ----------------- |
| Melker Melkersson         | Torsten Lilliecrona | Wolf Rahtjen      |
| Malin Melkersson          | Louise Edlind       | Cordula Trantow   |
| Johan Melkersson          | Björn Söderbäck     |                   |
| Niklas Melkersson         | Urban Strand        | Christina Hoeltel |
| Pelle Melkersson          | Stephen Lindholm    |                   |
| Nisse Grankvist           | Bengt Eklund        | Niels Clausnitzer |
| Märta Grankvist           | Eva Stiberg         |                   |
| Teddy Grankvist           | Lillemor Österlund  |                   |
| Freddy Grankvist          | Bitte Ulvskog       | Eva Mattes        |
| Maria ‘Tjorven’ Grankvist | Maria Johansson     |                   |
| Vesterman                 | Manne Grünberger    | Bum Krüger        |
| Stina                     | Kristina Jämtmark   | Christa Häussler  |

## Musik im Film
Der Text für das Lied Vår på Saltkråkan, das von Kristina Jämtmark und Maria Johansson gesungen wird, wurde von Astrid Lindgren geschrieben und die Musik stammt von Ulf Björlin. Världen är en sorgeö ist eine Variante von Bellmans Vaggvisa för min son Carl.

## Auszeichnungen
- 1965 – Internationale Filmfestspiele von Venedig – San Marcolejonet, Olle Hellbom

## Roman zum Film
Der Roman Ferien auf Saltkrokan beruht auf der Fernsehserie Ferien auf der Kräheninsel und dem Film Der verwunschene Prinz.

## Fernsehserien
Für das ZDF wurden die Filme Tjorven, Båtsman och Moses (Der verwunschene Prinz); Tjorven och Skrållan (Das Trollkind); Tjorven och Mysak (Die Seeräuber) und Skrållan, Ruskprick och Knorrhane (Glückliche Heimkehr) zu einer 16-teiligen Serie Ferien auf Saltkrokan zusammengestellt. Diese wurde 1971 ausgestrahlt. Die Spielfilme wurden dafür in Folgen mit ca. 20 bis 24 Minuten Länge zusammengeschnitten. Der Spielfilm Der verwunschene Prinz (Tjorven, Båtsman och Moses) wurde zu den Serienfolgen Der verwunschene Prinz und Bootsmann soll sterben. Es folgten die Serienfolgen Malins Hochzeit und Das Trollkind, die aus dem Film Das Trollkind (Tjorven och Skrållan) zusammengestellt wurden. Der Film Die Seeräuber (Tjorven och Mysak) wurde zu den Folgen Die Seeräuber und Der Uhrendieb. Als letztes wurde der Film Glückliche Heimkehr zu den Serienfolgen Rüpel und Knurrhahn und Glückliche Heimkehr zusammengeschnitten.
In Schweden wurden die Filme 1979 auch als 12-teilige Fernsehserie Så går det till på Saltkråkan ausgestrahlt.